# Békéscsaba
Békéscsaba és una ciutat autònoma d'Hongria i capital de la província de Békés. Està situada a l'Alföld o Gran Planura. Té uns 70.000 habitants. L'activitat econòmica principal és l'agricultura.
Va ser fundada durant el segle xiii i més tard destruïda pels turcs. Al segle xviii s'hi van establir colons eslovacs de religió luterana, que fins avui continuen essent majoria a la ciutat.

## Ciutats agermanades
- Krompachy, Eslovàquia